# Snorri Hjartarson
Snorri Hjartarson född 22 april 1906, död 27 december 1986 i Reykjavik, var en isländsk författare.
Snorri Hjartarson studerade bildkonst på Konstakademien i Oslo under Axel Revold från 1931 till 1932. Fram till 1936 bodde han i Norge. Som författare debuterade han med den norskspråkiga romanen Høit flyver ravnen 1934, men det är för sina diktsamlingar på isländska han är mest känd. Senare arbetade han som bibliotekarie i Reykjavik. Han tilldelades Nordiska rådets litteraturpris 1981 för diktsamlingen Hauströkkrið yfir mér (på svenska: Höstmörkret över mig)

## Svenska översättningar
(Båda i tolkning av Inge Knutsson)
- Höstmörkret över mig 1980
- Löv och stjärnor 1984

## Priser och utmärkelser
- Nordiska rådets litteraturpris 1981 (för Höstmörkret över mig)